# Karol Pflugbeil
Karol Pflugbeil (ur. ok. 1750; zm. 26 sierpnia 1831) – polski podpułkownik, kwatermistrz generalny Legionów Polskich, uczestnik insurekcji kościuszkowskiej. Był bliskim współpracownikiem Jana Henryka Dąbrowskiego, którego poznał podczas nauki w kolegium kamienieckim na Górnych Łużycach.